# Српски језик у Црној Гори
Српски језик у Црној Гори је српски језик који се говори на подручју данашње Црне Горе. Српски језички корпус у Црној Гори припада штокавском наречју и ијекавском изговору. У тај корпус се убрајају сви говори (субдијалекти) српског језика који су заступљени на подручју Црне Горе, а који према дијалектолошкој подели српског језика припадају дијалектима зетско-рашком и источно-херцеговачком. Српски језички корпус у Црној Гори представља посебну социолингвистичку, а такође и демолингвистичку категорију, засновану на територијалном принципу. Српским језиком у Црној Гори говоре црногорски Срби, као и они етнички Црногорци који се још увек изјашњавају као говорници српског језика.

## Положај српског језика у Црној Гори
Првобитни положај српског језика у некадашњој Краљевини Црној Гори био је правно регулисан Законом о народнијем школама у Краљевини Црној Гори из 1911. године, у чијем се одредбама (чл. 1. / чл. 4. / чл. 26.) изричито говори о српском језику и српској писмености. Потоњи положај српског језика у југословенској федералној јединици Црној Гори био је правно регулисан Уставом Републике Црне Горе из 1992. године, у чијем је 9. члану било прописано: У Црној Гори у службеној употреби је српски језик ијекавског изговора. Таква одредба је била заснована на вековном српском језичком наслеђу Црне Горе.
Слична одредба је била садржана и у Уставу Савезне Републике Југославије од 27. априла 1992. године, у чијем је 15. члану било прописано: У Савезној Републици Југославији у службеној употреби је српски језик екавског и ијекавског изговора. Таквом одредбом, која је била плод пуне сагласности између тадаших политичких и друштвених чинилаца у Црној Гори и Србији, потврђена је равноправност оба изговора у српском језику, ијекавског и екавског, а изричитим уставним истицањем њихове равноправности желело се нагласити да је реч о варијететима унутар јединственог српског језика.
Међутим, већ крајем 20. и почетком 21. века, српски језик у Црној Гори се нашао на удару разних политичких чинилаца који су се залагали за разбијање тадашње Савезне Републике Југославије и потоње Државне Заједнице Србије и Црне Горе. Крајем 2002. и почетком 2003. године, током преговора о доношењу Уставне повеље Србије и Црне Горе, представници Владе Републике Црне Горе су инсистирали на изостављању уставне одредбе о српском језику као службеном, на шта су пристали и представници тадашње Владе Републике Србије, тако да је из коначног текста повеље изостао сваки помен службеног језика, чиме је учињен значајан корак уназад у односу на одредбе из дотадашњег Устава СРЈ.
Према попису становништва из 2003. године, 393.740 становника Црне Горе је исказало српски језик као матерњи, што је чинило 63,49% од укупног броја пописаних становника те државе. Такво, готово двотрећинско изјашњавање становништва Црне Горе у прилог српског језика изазвало је забринутост међу заговорницима стварања посебног црногорског језика, тако да су током наредних година са те стране учињени знатни напори у циљу придобијања званичних државних структура за политику језичког сепаратизма, која је потом афирмисана као саставни део ширег сепаратистичког програма.
Након проглашења државне независности Црне Горе (2006), дошло је до убрзане десрбизације, која је спровођена уз истовремено форсирање црногоризације у свим областима друштвеног живота, укључујући и област језичке политике. Приликом усвајања новог Устава Републике Црне Горе из 2007. године, одредба о службеном језику је измењена, тако што је српски језик замењен црногорским (чл. 13). Тај чин је од стране представника српског народа у Црној Гори означен као акт државног насиља и репресије.
Према попису становништва из 2011. године, 265,895 становника Црне Горе исказало је српски језик као матерњи, што је чинило 42,88% од укупног броја пописаних становника те државе. Припрему и спровођење овог пописа пратиле су бројне контроверзе које су се односиле на права и положај српског народа у Црној Гори. Иако је српски језик и даље био први по бројности, државне власти Црне Горе су током наредних година наставиле да спроводе организовану кампању против црпског језика у Црној Гори, што је у више наврата доводило до покретања нових јавних расправа и спорова не само у политичкој, већ и у широј јавности.
Државне власти Црне Горе су у међувремену предузеле низ корака у циљу свеопштег потискивања српског језика из јавног, културног и просветног живота, а упоредо са тим су предузимани знатни напори у циљу промовисања новог црногорског језика. Први захтев за добијање међународног кода за тај нови језик достављен је техничком одбору ISO 639 у јулу 2008. године, а додатна документација је прослеђена у Вашингтон у септембру 2015. године. Током разматрања овог питања, међу стручњацима ISO је првобитно преовладавао став да црногорски језик представља варијанту српског језика. Међутим, црногорски захтев је на крају ипак одобрен, што је учињено 8. децембра 2017. године, када је црногорском језику званично додељен ISO код [cnr]. У српској јавности, ова одлука је била оцењена као политичка.

## Црногорски говори
Црногорски говори српског језика су говори, односно субдијалекти српског језика који се говоре на подручју Црне Горе. Иако припадају различитим дијалектима, зетско-рашком и источно-херцеговачком, субдијалекти српског језика на подручју Црне Горе чине јединствену демолингвистичку категорију, засновану на територијалном принципу. Сви говори српског језика на подручју Црне Горе припадају штокавском наречју и ијекавском изговору.
Овим субдијалектима говоре Срби у Црној Гори, као и они етнички Црногорци који се још увијек изјашњавају као говорници српског језика. Насупрот њима, поборници црногорског језика инсистирају на етнолингвистичкој посебности свог језика, који је заснован првенствено на говорима, односно субдијалектима са подручја Старе Црне Горе, тако да је њихов црногорски језик по својим својствима знатно ужи у односу на укупан корпус који чине сви црногорски говори српског језика.
У склопу проучавања црногорских говора српског језика, истраживачи су вршили различите подјеле и груписања према локалним језичким особинама појединих говора, односно субдијалеката, тако да се у лингвистичкој литератури срећу различити називи за поједине субдијалекте, који су најчешће именовани према обласним или традиционалним племенским називима.
Према подјели српског лингвисте Милоша Окуке, говори српског језика на подручју Црне Горе су: цетињско-барски, бјелопавлићко-васојевићки, озринићко-броћански (припадају зетско-рашком дијалекту) и западно-црногорски (припада источно-херцеговачком дијалекту).